# Det Europæiske Folkeparti
 Denne artikel omhandler Det Europæiske Folkeparti. Opslagsordet har også en anden betydning, se Gruppen for Det Europæiske Folkeparti.
Det Europæiske Folkeparti (European People's Party, EPP) er et pro-europæisk centrum-højre politisk parti i Europa. Det er grundlagt i 1976 i Luxembourg og fører en hovedsageligt kristendemokratisk politik, men har på det seneste også optaget medlemmer med andre centrum-højre holdninger. Fra Danmark er Det Konservative Folkeparti og Kristendemokraterne medlemmer lige som Moderaterne og Kristdemokraterna fra Sverige og CDU og CSU fra Tyskland og Høyre og Kristelig folkepari fra Norge.
EPP er det største politiske parti i alle Den Europæiske Unions politiske institutioner, lige som det er det største parti i Europarådet[kilde mangler]. Medlemmer er 73 medlemspartier fra 39 stater. 265 medlemmer af Europa-Parlamentet er med i partiet inkl. 15 EU og fem ikke-EU statsoverhoveder, 13 EU-kommissærer med formanden for Europa-Kommissionen og formanden for Det Europæiske Råd.
I Europa-Parlamentet dannede EPP's medlemmer i adskillige år gruppe med medlemmerne fra den mindre, konservative gruppe ED (European Democrats). Den var kendt under navnet EPP-ED og blev ved Europa-Parlamentsvalget i 1999 den største gruppe i Parlamentet. Dets flertal var ikke absolut, så den gik sammen med parlamentets socialistiske gruppe (S&D) og skabte Den Store Koalition, for at få absolut indflydelse og udelukke de øvrige grupper fra politisk indflydelse.
EPP-ED-gruppen var dog præget af uenighed om Den Europæiske Unions fortsatte udvikling. Især de britiske konservative medlemmer af ED-undergruppen delte ikke EPP-undergruppens nogenlunde føderalistiske ideologi, og efter Europa-Parlamentsvalget i 2009 forlod ED-undergruppen samarbejdet og dannede 22. juni den ny gruppe De Europæiske Konservative & Reformister (ECR). Nu blev EPP-ED igen til EPP.

## Andre medlemmer

### Frankrig
- Union pour un Mouvement Populaire

### Irland
- Fine Gael

### Italien
- Il Popolo della Libertà

### Letland
- Enhed

### Rumænien
- Demokratisk Forening af Ungarere i Rumænien
- Demokratisk-liberale Parti
- Kristelig-demokratiske Nationale Bondeparti

### Spanien
- Folkepartiet

### Tyskland
- CDU og CSU

### Østrig
- Det østrigske Folkeparti